# Recording Artists' Coalition
La Recording Artists Coalition (R.A.C.) è un'associazione indipendente, non-profit e apolitica fondata dall'ex membro della band degli Eagles Don Henley e dalla cantautrice Sheryl Crow allo scopo di rappresentare gli interessi degli artisti discografici, con particolare riferimento agli aspetti e ai legami fra le corporation e gli artisti e ai conflitti d'interesse che i rapporti contrattuali possono generare.
Fra gli aderenti figurano:
- Aimee Mann
- Alanis Morissette
- Beck
- Bee Gees
- Billy Joel
- Bonnie Raitt
- Boz Scaggs
- Bryan Adams
- Brian May
- Bruce Hornsby
- Bruce Springsteen
- Carole King
- Chris Cornell
- Christina Aguilera
- Clint Black
- Crosby, Stills & Nash
- Dar Williams
- Dave Matthews Band
- David Crosby
- David Sanborn
- Denny Laine
- Dixie Chicks
- Don Henley
- Donna Summer
- Dwight Yoakam
- Elton John
- Emmylou Harris
- Enrique Iglesias
- Eric Clapton
- Estate of Benny Goodman
- Estate of Lisa "Left Eye" Lopes
- Estate of Tupac Shakur
- Estate of Woody Herman
- Frankie Laine
- Fred Durst
- Glenn Frey
- Godsmack
- Gregg Allman
- Hanson
- Hootie & the Blowfish
- Howie Dorough (Backstreet Boys)
- Jackson Browne
- Janis Ian
- Jesse Colin Young
- Jimmie's Chicken Shack
- Jimmy Buffett
- Joe Sample
- Joe Walsh
- John Fogerty
- John Mellencamp
- Jonatha Brooke
- Joni Mitchell
- Jurassic 5
- Kathleen Brennan
- Kenna
- Kenny Rogers
- Lester Chambers
- Linda Ronstadt
- Lindsey Buckingham
- Linkin Park
- Lisa Loeb
- Madonna
- Martina McBride
- Mary Chapin Carpenter
- Matchbox Twenty
- Matthew Sweet
- Michael Penn
- Michelle Branch
- Nada Surf
- Nanci Griffith
- Neil Diamond
- Nickelback
- No Doubt
- Ozomatli
- Patti Page
- Pearl Jam
- Puddle of Mudd
- Randy Newman
- Reba McEntire
- R.E.M.
- Robert Goulet
- Roger Waters
- Ronnie Spector
- Roy Rogers
- Rubén Blades
- Sam Moore
- Seal
- Shea Seger
- Sheryl Crow
- Social Distortion
- Solomon Burke
- Sophie B. Hawkins
- Staind
- Static-X
- Steven Tyler
- Stevie Nicks
- Sting
- Stone Temple Pilots
- The Offspring
- Tim McGraw
- Timothy B. Schmit
- Toby Keith
- Tom Jones
- Tom Petty
- Tom Waits
- Tony Martin
- Trisha Yearwood
- Wynonna Judd